# Schizothorax pelzami
Schizothorax pelzami és una espècie de peix cipriniforme de la família dels ciprínids.
Els adults poden assolir els 36 cm de longitud total. Es troba a l'Iran i Turkmenistan.